# Raphael Löwenfeld

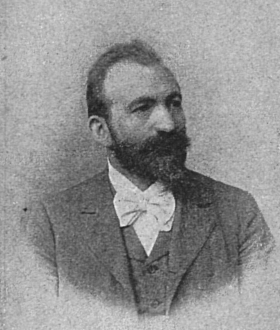
Raphael Löwenfeld

Raphael Löwenfeld (* 11. Februar 1854 in Posen; † 28. Dezember 1910 in Charlottenburg) war Slavist, gründete mit dem Berliner Schiller-Theater eine der ersten Spielstätten der Volksbühnenbewegung und war ein Befürworter der deutsch-jüdischen Assimilation.

## Leben
Raphael Löwenfelds Eltern waren der Schuldirektor Viktor Löwenfeld und seine Frau Henriette geb. Zadek. Er wuchs mit drei Schwestern und seinem Zwillingsbruder, dem späteren Historiker Samuel Löwenfeld, in Posen auf. Nach dem Studium der Philologie und der Promotion 1877 war er Lektor für russische Sprache und Literatur an der Universität Breslau.
Die 1893 von Raphael Löwenfeld anonym veröffentlichte Schrift Schutzjuden oder Staatsbürger. Von einem jüdischen Staatsbürger war der Hauptanstoß zur Gründung des Central-Vereins deutscher Staatsbürger jüdischen Glaubens (CV), dessen Vorstand er mehrere Jahre angehörte.
Löwenfeld gründete mit anderen 1893/94 die Schiller-Theater AG in Berlin-Charlottenburg, als gemeinnützige Aktiengesellschaft mit dem Ziel, Geringverdienenden Zugang zur Bühnenkunst zu verschaffen. Das Schiller-Theater, dessen erster Direktor er auch war, eröffnete mit Schillers Räubern. Zum Programm gehörten auch Ibsen, Hauptmann und vor allem Tolstoi, welchen Löwenfeld seit 1891 als einer der ersten ins Deutsche übersetzt und durch eine Biografie (1892) im deutschen Sprachraum bekannt gemacht hatte. Raphael Löwenfeld sorgte für literarisch-musikalische Abende, Kammermusikveranstaltungen und preisgünstige Theaterabonnements. Er gab die Zeitschrift Die Volksunterhaltung (1898–1906) heraus und führte statt des bloßen Theaterzettels informative Programmhefte ein.
Löwenfeld war verheiratet mit Ida, geb. Rothstein. Drei Kinder gingen aus der Ehe hervor: Eva (* 1895), später Sängerin; Otto (* 1898), später Rechtsanwalt und Heinrich (* 1900), später Psychoanalytiker.
Die Ärztin Rahel Straus geb. Goitein war die Tochter von Raphael Löwenfelds Schwester Ida.

## Schriften
- Schutzjuden oder Staatsbürger? Von einem jüdischen Staatsbürger [d. i. Raphael Löwenfeld]. 3. Auflage vermehrt um Stimmen der Presse und Zuschriften aus dem Publikum. Schweitzer & Mohr, Berlin W. 1893, urn:nbn:de:hebis:30-180013765008.
- Gespräche über und mit Tolstoj – Internet Archive (1901)
- Leo N. Tolstoi: Sein Leben, seine Werke, seine Weltanschauung – Internet Archive (1901)